# Sarah-Jane Hutt
Sarah-Jane Hutt đến từ Poole, Anh là Hoa hậu Thế giới thứ 5 đến từ Vương quốc Anh.
Khi tên của Sarah được xướng lên với ngôi vị Hoa hậu Thế giới đã gây ra nhiều tranh cãi đối với các thí sinh khác những người này cho rằng cô không thực sự đẹp nhất ở các nhóm thí sinh, với một thí sinh từ chối tham dự lễ đăng quang và với ban giám khảo.
Sarah là cựu học sinh của trường Mountbatten ở Romsey, Hampshire.
| Tứ đại Hoa hậu (1983)           | Tứ đại Hoa hậu (1983)            | Tứ đại Hoa hậu (1983)           | Tứ đại Hoa hậu (1983) |
| ------------------------------- | -------------------------------- | ------------------------------- | --------------------- |
| Hoa hậu Hoàn vũ Lorraine Downes | Hoa hậu Thế giới Sarah-Jane Hutt | Hoa hậu Quốc tế Gidget Sandoval | Hoa hậu Trái đất none |